# Odile Renaud-Basso

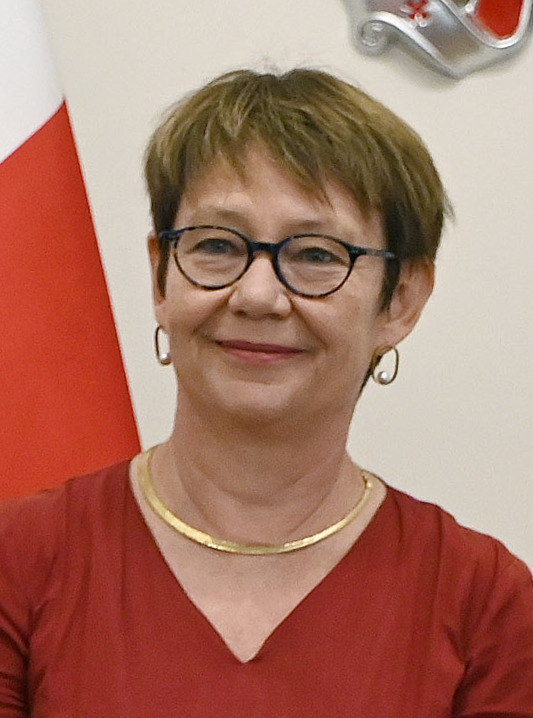
Odile Renaud-Basso, 2022

Odile Renaud-Basso (* 2. Juni 1965 in Saint-Étienne, Département Loire in Frankreich) ist eine französische Finanzbeamtin und seit 2020 Präsidentin der Europäischen Bank für Wiederaufbau und Entwicklung (EBRD).

## Herkunft und Ausbildung
Einige Zeit lebte sie mit ihrem Vater Dominique, ein Ingenieur in der Entwicklungshilfe, ihrer Mutter Anne-Marie, geborene Parent, Gymnasiallehrerin und drei Geschwistern in Algerien. In der Normandie, in Évreux besuchte sie ein Gymnasium und dann das Lycée Henri IV in Paris. Ein Studium der Literaturwissenschaft schloss sie mit der Licence ab. Im Anschluss absolvierte sie ein Diplom am Institut d’études politiques de Paris von 1988 bis 1990 an der Grande école École nationale d’administration (ENA) in Straßburg. 1993 durchlief sie das Programm Senior Management in Government an der Harvard Kennedy School in den Vereinigten Staaten.

## Berufliche Karriere
1990 trat sie den Dienst als Wirtschaftsprüferin im Cour des Comptes, dem Rechnungshof Frankreichs an.
Ab 2016 war sie Generaldirektorin des Schatzamtes im Ministerium für Wirtschaft und Finanzen. Auf Vorschlag von Bruno Le Maire wurde sie im November 2020 zur Präsidentin der EBRD in der City of London gewählt.

## Privates
Odile Renaud-Basso ist verheiratet mit dem Philosophen Olivier Basso und hat vier Kinder.